# Dekanat Sokółka (diecezja białostocko-gdańska)
Dekanat Sokółka – jeden z 5 dekanatów diecezji białostocko-gdańskiej Polskiego Autokefalicznego Kościoła Prawosławnego.

## Parafie
W skład dekanatu wchodzi 13 parafii:
- parafia Wniebowstąpienia Pańskiego w Augustowie
  - cerkiew Wniebowstąpienia Pańskiego w Augustowie
- parafia św. Jana Teologa w Dąbrowie Białostockiej
  - cerkiew św. Jana Teologa w Dąbrowie Białostockiej
- parafia Zmartwychwstania Pańskiego w Jacznie
  - cerkiew Zmartwychwstania Pańskiego w Jacznie
  - cerkiew Świętych Niewiast Niosących Wonności w Jacznie
  - kaplica Narodzenia św. Jana Chrzciciela w Siderce
- parafia św. Jerzego w Jurowlanach
  - cerkiew św. Jerzego w Jurowlanach
  - kaplica Świętych Męczenników Borysa i Gleba w Jurowlanach
- parafia św. Anny w Kruszynianach
  - cerkiew św. Anny w Kruszynianach
- parafia Narodzenia Najświętszej Maryi Panny w Krynkach
  - cerkiew Narodzenia Najświętszej Maryi Panny w Krynkach
  - kaplica św. Antoniego Wielkiego w Krynkach
  - kaplica Położenia Ryzy Matki Bożej w Ozieranach Wielkich
- parafia Podwyższenia Krzyża Pańskiego w Kuźnicy
  - cerkiew Podwyższenia Krzyża Pańskiego w Kuźnicy
- parafia św. Mikołaja w Nowym Dworze
  - cerkiew św. Mikołaja w Nowym Dworze
- parafia Zaśnięcia Najświętszej Maryi Panny w Ostrowiu Północnym
  - cerkiew Zaśnięcia Najświętszej Maryi Panny w Ostrowiu Północnym
  - cerkiew św. Włodzimierza Wielkiego w Ostrowiu Południowym
  - cerkiew Narodzenia św. Jana Chrzciciela w Starej Grzybowszczyźnie
- parafia Świętych Apostołów Piotra i Pawła w Samogródzie
  - cerkiew Świętych Apostołów Piotra i Pawła w Samogródzie
- parafia św. Aleksandra Newskiego w Sokółce
  - cerkiew św. Aleksandra Newskiego w Sokółce
  - kaplica św. Pawły w Sokółce
  - kaplica Wszystkich Świętych w Nowowoli
- parafia  Wszystkich Świętych w Suwałkach[1]
  - cerkiew Wszystkich Świętych w Suwałkach
- parafia św. Jerzego w Wierzchlesiu
  - cerkiew św. Jerzego w Wierzchlesiu